# Emergência de Chipre
Emergência de Chipre foi uma ação militar ocorrida no Chipre britânico consistindo principalmente por uma campanha insurgente pelo grupo militante greco-cipriota, a Organização Nacional de Combatentes Cipriotas (EOKA), para remover os britânicos de Chipre para que este pudesse ser unificado com a Grécia. Tanto os britânicos como o EOKA eram por sua vez, adversários do grupo turco-cipriota, a Organização de Resistência Turca (TMT), que rejeitava a união com a Grécia. Isso conduziria a concessão da independência a Chipre em 1960. 
Em 1954, a Grã-Bretanha anunciou sua intenção de transferir a sua sede militar de Suez (o gabinete do Comandante-em-Chefe do Oriente Médio)  para Chipre. A insurgência começou em 1 de abril de 1955. Após uma série de incidentes subsequentes, o governador-geral Sir John Harding declarou estado de emergência em 26 de novembro do mesmo ano. 
Os britânicos encontraram grande dificuldade em obter inteligência eficaz contra o EOKA visto que a maioria da população greco-cipriota apoiava e/ou os temiam. Igualmente foram prejudicados por um dreno em recursos humanos causado pela Crise de Suez e pela Emergência Malaia. Perto do final da década de 1950, os britânicos desfrutariam de mais sucesso. Chipre tornou-se uma república independente em 1960 com a Grã-Bretanha mantendo o controle de duas zonas de soberania, em Acrotíri e Deceleia.